# بورگوس، پانگاسینان
بورگوس، پانگاسینان (به لاتین: Burgos, Pangasinan) یک منطقهٔ مسکونی در فیلیپین است که در پانگاسینان واقع شده‌است.

## خصوصیات
بورگوس ۱۳۱٫۳۲ کیلومترمربع مساحت دارد.